# Heinz Potthoff (Politiker, 1904)
Heinz Potthoff (* 30. März 1904 in Bielefeld; † 13. September 1974 ebenda) war deutscher Manager, Beamter und Politiker der SPD.

## Beruf
Heinz Potthoff wurde als Sohn des Malermeisters Peter Heinrich Potthoff (1877–1938) und seiner Frau Charlotte Luise Auguste, geb. Schröder (1875–1958), in Bielefeld geboren. Er machte eine Lehre als Maschinenschlosser und arbeitete bis 1926 in diesem Beruf. Danach war er bis 1932 Journalist. Zwischen 1932 und 1936 studierte Potthoff Wirtschaftswissenschaften in Köln, Frankfurt am Main und in Zürich. 1936 wurde er in Zürich zum Dr. oec. promoviert.
Zwischen 1936 und 1941 war Potthoff Referent der Wirtschaftsgruppe Maschinenbau mit Sitz in Chemnitz. Danach war er bis 1943 stellvertretender Direktor der Metallwerke Diehl in Nürnberg. Anschließend war er bis 1945 Verwaltungsdirektor der Gerhard-Fieseler-Werke in Kassel. In den Jahren 1945 und 1946 war Potthoff kaufmännischer Direktor des Elektrizitätswerks Minden-Ravensberg in Herford.
Seit 1946 war Potthoff Beamter im nordrhein-westfälischen Wirtschaftsministerium. Im Jahr 1947 wurde er zum Ministerialdirektor ernannt. Er war zusammen mit Franz Blücher und Ludwig Partl deutscher Delegationsleiter bei der Internationalen Ruhrbehörde. Im Anschluss war er 1952 bis 1962 Mitglied der Hohen Behörde der Europäischen Gemeinschaft für Kohle und Stahl.

## Politik
Potthoff war seit 1920 Mitglied der SPD. Er war Mitglied des Bezirksvorstandes in Ostwestfalen-Lippe sowie des Unterbezirks Bielefeld-Halle. Außerdem war er Vorsitzender des Wirtschaftspolitischen Ausschusses der Partei in Ostwestfalen-Lippe. Für die Deutsche Metallarbeitergewerkschaft war er vor 1933 zeitweise Vertrauensmann. Nach 1945 wurde er Mitglied der IG Metall.

## Mandate
Im Jahr 1946 war Potthoff Mitglied im Provinzialrat Westfalen sowie im ernannten Landtag von Nordrhein-Westfalen. Zwischen 1966 und 1970 war Potthoff direkt gewählter Landtagsabgeordneter für den Wahlkreis Bielefeld II.

## Auszeichnungen
- Gr. Bundesverdienstkreuz mit Stern u. Schulterband (1959).
- Gr. ital. Offz.-kreuz (1960).